# أكمل الدين البابرتي
أكملُ الدين البَابِرْتي، هو أكمل الدين أبو عبد الله محمد بن محمد بن محمود بن أحمد الرومي البابرتي  الحنفي الماتريدي، عالم مسلم سني، وفقيه حنفي، ومحدّث، وعالم عقيدة على منهج المتكلمين. ولد سنة 714 هـ الموافق 1314م، نسبته إلى «بابِرتي» (قرية من أعمال دُجيل في بغداد) أو «بابرت» التابعة لمنطقة أرضروم في تركيا. حصّل مباديء العلوم في بلاده، وتفقّه على قوام الدين الكاكي، ثم رحل إلى حلب فأنزله القاضي ابن العديم بالمدرسة السادحية، فأقام بها مدّة وأخذ عن علمائها. ثم رحل إلى القاهرة بعد سنة 740 هـ، فأخذ عن أبي حيان الأندلسي، وفوّض إليه الأمير سيف الدين شيخون أمور الخانقاه (مكان يتخلّى فيه الصوفية للعبادة) وقرّره شيخًا بها.

## شيوخه
- قوام الدين الكاكي.
- أبو حيان الأندلسي.
- شمس الدين الأصفهاني.
- ابن عبد الهادي.
- الدلاصي.

## تلاميذه
- أبو الحسن الجرجاني.
- شمس الدين الفناري.
- ابن قاضي سماونة.
- سراج الدين الكناني.

## قالوا عنه
- السيوطي: «أكمل الدين محمد بن محمد بن محمود البابرتي، علامة المتأخرين وخاتمة المحققين، برع وساد، ودرس وأفاد»،[5] وقال أيضًا: «وكان علامةً، فاضلاً، ذا فنون، وافر العقل، قوي النفس، عظيم الهيبة، مهابًا».[6]
- ابن العماد الحنبلي: «كان حسن المعرفة بالفقه والعربية والأصول، وكان أرباب المناصب على بابه قائمين بأوامره مسرعين إلى قضاء مآربه».
- عبد الحي اللكنوي: «لم ترَ الأعين في وقته مثله، كان بارعًا في الحديث وعلومه، ذا عناية بالغة باللغة والنحو والصرف والمعاني والبيان».
- ابن إياس: «عظيم فقهاء الحنفية، العالِم العلامة، فريد دهره ووحيد عصره، وأعجوبة زمانه».

## كتبه

كتاب شرح وصية الإمام أبي حنيفة للإمام أكمل الدين البابرتي الحنفي الماتريدي.

تنوعت مؤلفات البابرتي في علم الكلام والفقه وأصول الفقه والتفسير والحديث والنحو، فكان منها:
- العناية شرح الهداية.
- شرح وصية الإمام أبي حنيفة.
- الإرشاد في شرح الفقه الأكبر لأبي حنيفة.
- شرح العقيدة الطحاوية.
- شرح عمدة العقائد.
- شرح الفرائض السِّراجية.
- شرح تجريد الكلام للنصير الطوسي.
- المقصد في الكلام.
- الكواشف البرهانية شرح المواقف للإيجي.
- مقدمة في الفرائض.
- شرح تلخيص الخلاطي للجامع الكبير.
- التقرير شرح أصول البزدوي.
- الأنوار شرح المنار.
- النقود والردود، شرح مختصر ابن الحاجب.
- حاشية على الكشاف.
- تحفة الأبرار في شرح مشارق الأنوار، في الحديث.
- الصدفة المليّة بالدرّة الألفية، شرح ألفية ابن معطي في النحو.
- شرح التصريف.
- شرح التلخيص، في علم المعاني والبيان.
- النكت الظريفة في ترجيح مذهب أبي حنيفة.

## وفاته
توفي البابرتي في مصر ليلة الجمعة 19 رمضان سنة 786 هـ الموافق 1384، وقد جاوز السبعين، وحضر جنازته السلطان. مدحه الشيخ شهاب الدين بن أبي حجلة بأبيات: